# Scotinotylus protervus
Scotinotylus protervus är en spindelart som först beskrevs av Ludwig Carl Christian Koch 1879.  Scotinotylus protervus ingår i släktet Scotinotylus och familjen täckvävarspindlar. Inga underarter finns listade i Catalogue of Life.